# Ruben Sança
Ruben Sança, född 13 december 1986, är en friidrottare från Kap Verde. Han deltog vid olympiska sommarspelen 2012.